# Jean-Philippe Rykiel
Jean-Philippe Rykiel (* 1961 in Paris) ist ein französischer Musiker (Keyboard, Komposition, Arrangement), der vor allem im Fusion- und im Weltmusikbereich hervorgetreten ist.

## Leben und Wirken
Rykiel, der seit seiner Geburt blind ist, ist der Sohn der Modedesignerin Sonia Rykiel. Schon früh brachte er sich selbst Klavierspielen bei und galt bald als Wunderkind. Auf dem Jazzfestival von Tabarka 1973 traf er auf die Musiker von Gong und begann sich mit dem Minimoog zu beschäftigen; als Jugendlicher lernte er auch Frank Zappa und Stevie Wonder kennen. In den späten 1970er Jahren trat er mit Tim Blake im Rahmen von Crystal Machine in Frankreich und Japan auf. Gemeinsam mit Federea Agyeman gründete er die Band Bloom mit den früheren Gongmitgliedern Didier Malherbe und Winston Berkley, die in den französischen Jazzclubs häufig spielte, aber nicht ins Plattenstudio ging.
Später arbeitete er häufig im Bereich der Weltmusik, insbesondere mit Youssou N’Dour, mit dem er seit 1990 auch auf Tourneen spielte, und Salif Keïta, sowie dem tibetischen Mönch Lama Gyurmé zusammen. 1992 schrieb Rykiel die Filmmusik zu Les Pierres bleues du désert von Nabil Ayouch.
Er ist weiterhin auf Alben mit Brigitte Fontaine, Steve Hillage, Jon & Vangelis, Catherine Lara, Youssou N’Dour, der senegalesischen Band Xalam, Jon Hassell, Leonard Cohen, Didier Malherbe, Ousemane Kouyaté, Papa Wemba, der Super Rail Band, Mamadou Diallo, Lokua Kanza, Marcel Loeffler oder Amadou & Mariam zu hören.

## Diskographische Hinweise
- 1982 Jean-Philippe Rykiel (Musiza/Ariola)
- 1991 Nunc Musics (Quiet Days in Tokyo) (Takdisc/WMD)
- 2003 Under the Tree (Last Call)
- 2014 Inner Spaces (Musea)

gemeinsam mit Lama Gyourmé
- 1994 Songs of Awakening / Roads of Blessings (Last Call/Narada/Takticmusic)
- 1996 Souhaits pour l’eveil (The Lama’s Chant) (Last Call/Sony)
- 2000 Rain of Blessings: Vajra Chants (Realworld)